# Conostegia xalapensis
Conostegia xalapensis är en tvåhjärtbladig växtart som först beskrevs av Aimé Bonpland, och fick sitt nu gällande namn av David Don och Dc.. Conostegia xalapensis ingår i släktet Conostegia och familjen Melastomataceae. Inga underarter finns listade i Catalogue of Life.

## Bildgalleri

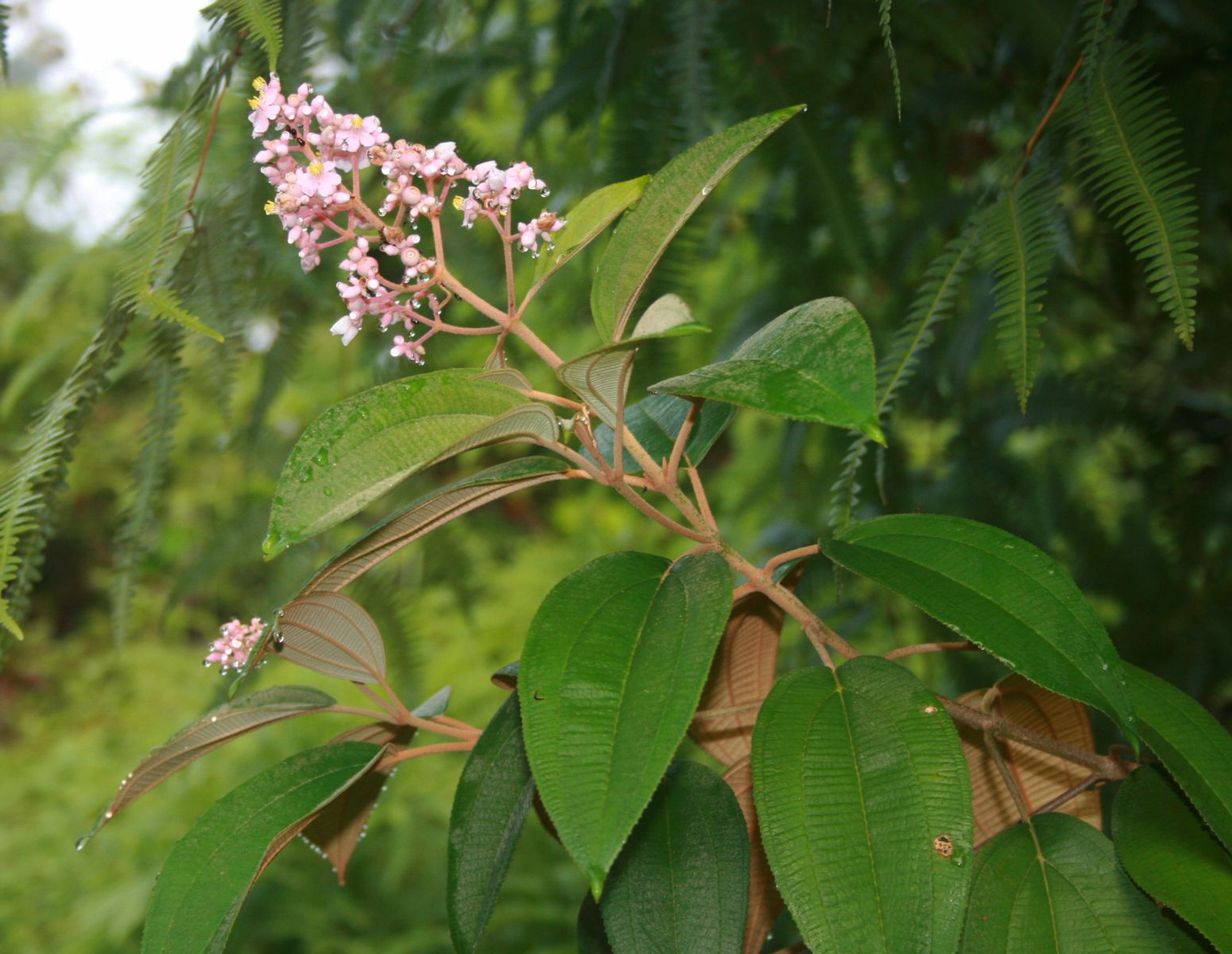